# گوگل فرمز
گوگل فرمز (به انگلیسی: Google Forms) یک ابزار پرسشنامه و آمارگیری است که توسط گوگل ارائه می‌شود. به کمک آن می‌توان از کاربران سوالاتی پرسیده و اطلاعاتی را جمع‌آوری کرد. این اطلاعات به‌طور اتوماتیک درون یک صفحه گسترده ذخیره می‌شود.

## ویژگی‌ها
گوگل فرمز قابلیت‌های مختلفی دارد که در سال‌های مختلف دستخوش تغییرات زیادی شده‌است. برخی قابلیت‌های آن عبارتند از: سرچ در منو، بُر زدن سوالات برای ترتیب تصادفی، تقلیل تعداد سؤال برای هر کاربر به یک سؤال، تم‌های سفارشی، آدرس اینترنتی کوتاه، پاسخ‌های آماده چندگزینه ای، قابلیت آپلود فایل برای سوالاتی که نیاز به این دارد که کاربران محتوایی را به اشتراک بگذارند. قابلیت آپلود فقط از طریق گوگل ورکسپیس در دسترس است.